# La Ermita (Albuñol)
La Ermita es una localidad y pedanía española perteneciente al municipio de Albuñol, en la provincia de Granada. Está situada en la parte oriental de la comarca de la Costa Granadina. A tres kilómetros del límite con la provincia de Almería, cerca de esta localidad se encuentra el núcleo de Albuñol capital.

## Historia
En La Ermita se conservan interesantes restos romanos.

## Demografía
Según el Instituto Nacional de Estadística de España, en el año 2023 La Ermita contaba con 27 habitantes censados, lo que representa el 0,37% de la población total del municipio.

### Evolución de la población
| Gráfica de evolución demográfica de La Ermita entre 2013 y 2023 |
|                                                                 |
| Datos según el nomenclátor publicado por el INE.                |

## Comunicaciones
Algunas distancias entre La Ermita y otras ciudades:
| Ciudades | Distancia (km) |
| -------- | -------------- |
| Albuñol  | 5              |
| Motril   | 48             |
| Almería  | 78             |
| Granada  | 105            |
| Jaén     | 196            |
| Murcia   | 297            |